# Zomandao
Zomandao – rzeka w centralno-południowej części Madagaskaru, prawy dopływ Mangoky. Swoje źródła ma w Masywie Andringitra, w Szczycie Boby. Na rzece są dwa wodospady – Riandahy i Rianbavy.

## Geografia
Źródła rzeki znajdują się w Masywie Andringitra, w Szczycie Boby. Przez pierwsze 51 km spływa z gór na północ z 2500 do 824 m n.p.m. W miejscowości Ankaramena na wysokości 760 m n.p.m. wpływa do Doliny Zomandao. Wtedy jej prędkość spada do 1 m³/s. Następnie rzeka przyjmuje od prawej strony dopływ Fenoarivo i jej przepływ w niektórych miejscach to 4 m³/s. 213 km od źródła do Zomandao wpływa Hijos – górski potok o wąskim korycie. Następnie zaczynają się meandry, ale rzeka generalnie nie zmienia swojego kierunku. Jej przepływ wynosi wtedy 2 m³/s. Później rzeka przepływa kanionem przez Masyw Vohimena. W tej części ma bardzo prędki nurt – 20 m³/s. Ujście Zomandao leży w Mangoki, na wysokości 177 m. Na ostatnie 10 km przed ujściem zwalnia do 2,3 m³/s.
Całkowita długość rzeki Zomandao wynosi 283 km, powierzchnia dorzecza – 10300 km², a średni przepływ – 8,2 m³/s.